# 伊藤忠也

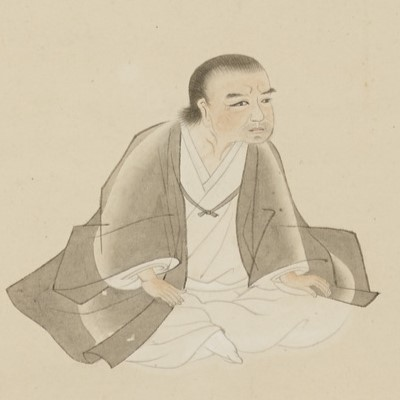
伊藤忠也（東京国立博物館蔵伊藤景久外二氏像）

伊藤 忠也（いとう ただなり/ちゅうや、慶長7年〈1602年〉- 慶安2年5月30日〈1649年7月9日〉）は、一刀流の剣術家。小野忠明の弟とも子ともいう。忠明から一刀流3代目を継承し、流祖・伊東一刀斎の家名を名乗った。通称は忠明と同じく典膳。

## 生涯
慶長7年（1602年）または同8年（1603年）ごろの生まれ。
『本朝武芸小伝』では小野忠明の子、『寛政重修諸家譜』では忠明の弟となっている。忠明により一刀流の後継者と定められ、伊東一刀斎の家名伊藤と一刀斎が三十数度の勝負に用いたという瓶割刀を授けられた。忠也は本来「ただなり」と読んだがのち自ら「ちゅうや」とも称した。彰考館本『剣術系図』によれば諸国を巡り修業した頃は兄の旧名と同じ神子上典膳を名乗ったという。
忠明は子・忠常に小野家を継がせたため、これ以降忠也の伊藤派一刀流と忠常の小野派一刀流が生じた。
弟子に一刀流4世を継いだ井藤平右衛門忠雄（旧姓・亀井）、根来八九郎重明（天心独明流）、溝口新五左衛門正勝（溝口派一刀流）、間宮五郎兵衛久也（間宮派一刀流）、古屋次郎右衛門信知（神武一刀流）など。
慶安2年（1649年）5月30日没とも、延宝8年（1680年）ごろに78歳で死去したとも。墓所は東京都品川区南品川の妙国寺にあり、3世伊藤一刀斎の墓とされているのがそれである。